# Adolph Kupffer
Adolph Theodor Kupffer (en rus: Адольф Яковлевич Купфер), (9 (17) de gener de 1799, Jelgava, Curlàndia, Imperi Rus - 23 de maig (4 de juny) de 1865, Sant Petersburg, Imperi Rus), fou un físic-químic rus fundador del dipòsit de la norma de peses i mesures a Rússia i del principal observatori de física a Rússia.
Kupffer tenia 11 germans i 4 germanes i era fill d'un comerciant alemany amb seu a Jelgava (ara Letònia). El 1813 completà els seus estudis secundaris a l'institut alemany de Jelgava i inicià els superiors a la Universitat de Tartu. Posteriorment estudià mineralogia a la Universitat de Berlín i química a la Universitat de Göttingen, on obtingué el seu doctorat en filosofia natural amb especialitat mineralogia.
Arribà a Sant Petersburg el 1821, on hi publicà els seus primers treballs i impartí un curs de meteorologia. Obtingué la càtedra de Química i Física de la nova Universitat de Kazan, però abans de començar el seu curs, el Ministeri d'Educació l'envià a l'estranger per comprar instruments de mesura físics i astronòmics i complir amb el professor d'astronomia Ivan Simonov (1794-1855). Tornà a Kazan el 1824 i començà a estudiar el magnetisme terrestre, fent les seves primeres observacions. Es va instal·lar un edifici al pati de la universitat, sense metalls, per desenvolupar un magnetòmetre.
Fou elegit membre de l'Acadèmia Russa de les Ciències en Mineralogia (1828) i en Física (1840). El 1828 realitzà un viatge d'estudi al sud dels Urals i als Urals Centrals. En 1829, l'Acadèmia organitzà una expedició que tenia com a objectiu estudiar el camp magnètic al voltant al voltant del Mont Elbrús al Caucas. Hi anà acompanyat per Édouard Ménétries (per a la secció zoològica), Carl Anton von Meyer (per a la part botànica) i Heinrich Lenz. Aquest és el primer que fa aquest tipus d'estudi en aquests llocs observant que la intensitat del camp magnètic es debilita a mesura que augmenta l'altura. De tornada a Sant Petersburg, tingué un observatori construït a la paret nord de la fortalesa de Pere i Pau, anomenada "observatori magnètic".

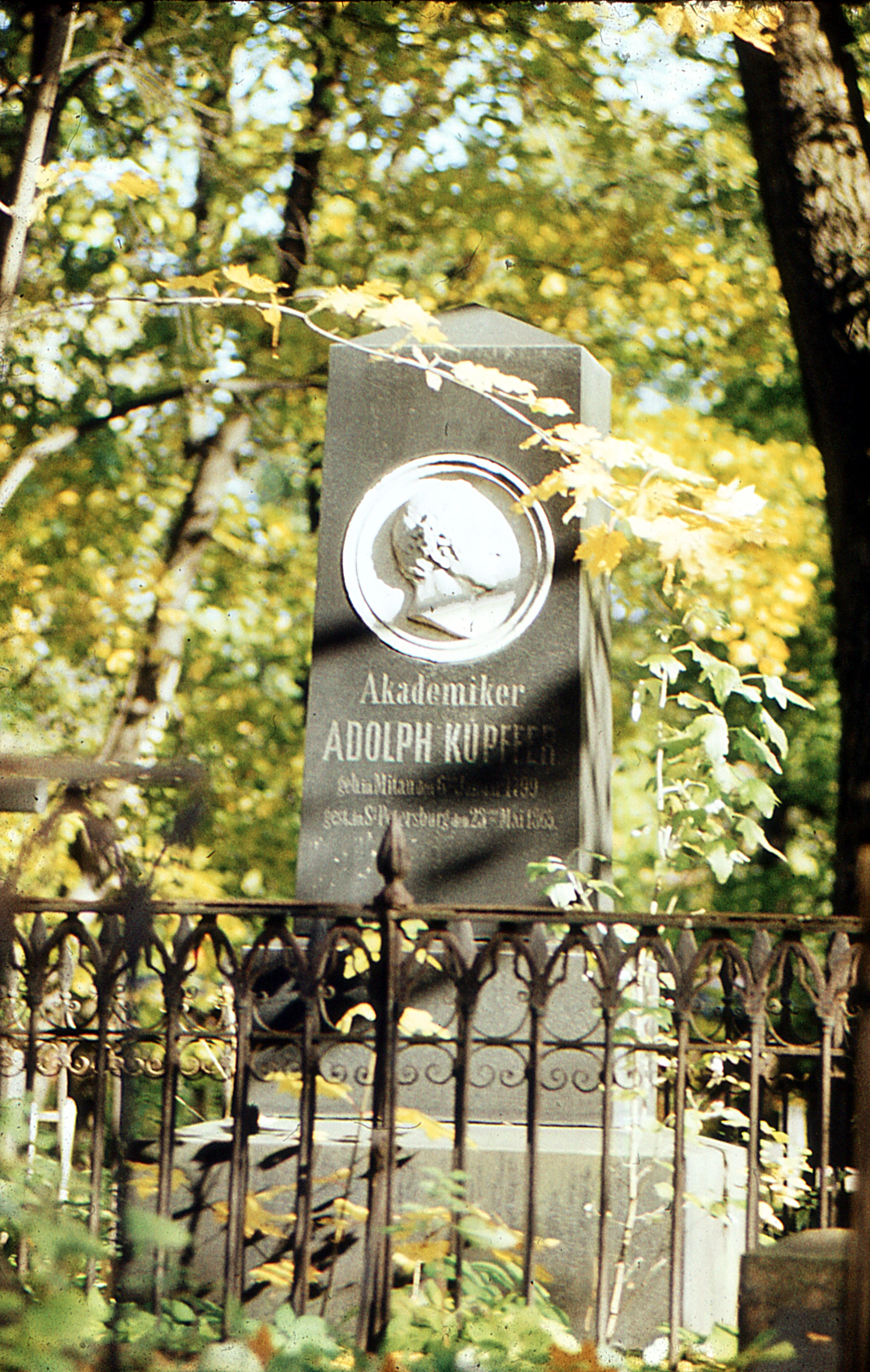
Tomba de Kupffer al cementeri luterà de Sant Petersburg

Kupffer proposà establir un sistema únic de pesos i mesures a Rússia. Fou responsable d'organitzar les normes bàsiques, quant a masses i longituds. Fou elegit acadèmic ordinari el 1843 i nomenat conseller d'Estat el 1851. El 1859 representà a Rússia al Congrés de l'Associació Internacional per a la Introducció d'un Sistema Uniforme de Pesos i Mesures, celebrat a Bradford. A partir de 1857, França i Rússia intercanvien les seves dades meteorològiques. Viatjà a Europa occidental per iniciar negociacions amb diversos països i organitzar un sistema de comunicació telegràfica. De fet, no tingué temps per beneficiar-se dels fruits de la seva feina, ja que es refredà en el seu camí cap a l'observatori per treballar l'anemògraf quan tornà de París i morí d'una pneumònia mal tractada. Fou enterrat al cementiri luterà de Sant Petersburg.